# Richard Punz
Richard Punz (* 8. Oktober 1990 in Scheibbs) ist ein österreichischer Politiker der Freiheitlichen Partei Österreichs (FPÖ). Seit dem 23. März 2023 ist er Abgeordneter zum Landtag von Niederösterreich.

## Leben

### Ausbildung und Beruf
Richard Punz besuchte nach der Volksschule und der Unterstufe des BG/BRG Wieselburg die Handelsakademie in Ybbs, wo er 2010 maturierte und sich ab 2009 auch als Schulsprecher engagierte. 2015 begann er ein Studium der Politikwissenschaften an der Universität Wien, welches er 2019 als Bachelor abschloss.
Nach dem Maturaabschluss war er in der Lagerbuchhaltung eines lokalen Metall- und Stahlhandelbetriebs tätig. 2017 machte er sich selbstständig und betreibt seither einen Versandhandel mit Spirituosen. Zusätzlich war er seit 2018 als Referent im Freiheitlichen Landtagsklub Niederösterreich tätig.
Punz ist Mitglied der Fachstudentenschaft Tafelrunde Agraria zu Wieselburg im ÖPR und nahm an der österreichischen Poolbillard-Bundesliga teil.

### Politik
Punz war von 2010 bis 2020 geschäftsführender Gemeinderat in Ruprechtshofen, seit 2020 ist er Gemeinderat in St. Leonhard am Forst. 2014 wurde er zum Kammerrat der Arbeiterkammer Niederösterreich gewählt, ab 2015 war er in dieser Funktion Teil des Vorstands der Freiheitlichen Arbeitnehmer Niederösterreich, 2018 bis 2020 bekleidete er das Amt des geschäftsführenden Landesobmanns. 2019 wurde er FPÖ-Bezirksparteiobmann im Bezirk Melk.
Bei der Landtagswahl 2023 kandidierte er als FPÖ-Spitzenkandidat im Bezirk Melk. Am 23. März 2023 wurde er in der konstituierenden Sitzung der XX. Gesetzgebungsperiode als Abgeordneter zum  niederösterreichischen Landtag angelobt.